# Sân bay Mutoko
Sân bay Mutoko (ICAO: FVMT) là một sân bay ở Mutoko, Zimbabwe.